# Běšinové z Běšin
Běšinové z Běšin byli vladycký rod pocházející z vesničky Běšin u Klatov. Nepatřili k významným rodům, působili na nižších úřadech či ve službách významných šlechtických rodů.

## Historie
První zmínky o nich nalezneme na konci 14. století. Začátkem 16. století se rozdělili na dvě větve, první sídlila  Bělčicích a druhá v Liticích. Roku 1500 dojednal Jiří z Běšin jako pověřenec českého krále Vladislava II. na francouzské půdě třetí králův sňatek, tentokráte s Annou z Fois. Zapojili se do bojů během třicetileté války, když Václav Běšina roku 1648 hájil Písek před švédskými vojsky, Václav Norbert bojoval v Itálii. Jan Filip působící jako podkomoří byl roku 1764 povýšen do panského stavu. V 19. století žilo ještě několik potomků různých větví rodu. Jediný další člen rodu získal povýšení do panského stavu, byl jím soudce říšského soudního dvora v Bádensku Jan Bedřich, stalo se tak v roce 1644. Jeho syn Ferdinand Karel zastával funkci hofmistra markraběte bádenského.

## Erb
Štít dělený na poloviny, přičemž v první se nachází medvědí tlapa na zlatém podkladu a v druhé stříbrný buvolí roh v černém poli.

## Příbuzní
Spojeni byli s Merklíny a pány z Říčan.